# (144303) Mirellabreschi
(144303) Mirellabreschi est un astéroïde de la ceinture principale.

## Description
(144303) Mirellabreschi est un astéroïde de la ceinture principale. Il fut découvert le 16 février 2004 à San Marcello Pistoiese par Luciano Tesi et Giancarlo Fagioli. Il présente une orbite caractérisée par un demi-grand axe de 2,60 UA, une excentricité de 0,06 et une inclinaison de 11,9° par rapport à l'écliptique.

## Compléments